# Summer Bachelors
Summer Bachelors (bra Maridos Solteiros) é um filme mudo estadunidense de 1926, do gênero comédia romântica, dirigido por Allan Dwan.

## Sinopse
Como o próprio título brasileiro já entrega, o filme conta as aventuras de homens casados que se aproveitam da ausência das esposas para se divertir com outras mulheres.